# واتفورد ابزرور
واتفورد ابزرور (به انگلیسی: The Watford Observer) روزنامه‌ای محلی است که توسط نیوزکوئست، هفتگی منتشر می‌شود و به واتفورد در جنوب غربی هارتفوردشیر و مناطق حومه آن خدمات می‌دهد. این روزنامه اخبار محلی، سیاسی و ورزشی؛ علی‌الخصوص اخبار مربوط به بزرگترین باشگاه فوتبال شهر، واتفورد را پوشش می‌دهد.
واتفورد ابزرور و جنرال ادورتایزر فور واتفورد، بوشی و ریک‌منزورث، اولین بار در ۲۴ ژانویه ۱۸۶۳ توسط ساموئل الکساندر پیکاک، پسر جان پیکاک، صحاف محلی منتشر شد. در سال‌های اولیه از قرن بیستم، بر تعدادی از عناوین محلی دیگر غالب شدند، از جمله ده واتفورد لیدر اند وست هرتس نیوز که به ده وست هرتس اند واتفورد ابزرور تغییر نام داد. تیراژ آن واتفورد، بوشی، ریک‌منزورث، هَرو، سنت البانز، ترینگ و چشم را پوشش می‌داد.
این روزنامه در شش ماهه اول از سال ۲۰۱۲، ۱۴٬۸۶۹ تیراژ هفتگی داشت و یک مقاله رایگان منتشر می‌کند که واتفورد فری نامیده می‌شود.

## واژه‌نامه
1. ↑  Newsquest
2. ↑  Peter Wilson-Leary
3. ↑   Observer House, Watford Business Park
4. ↑  
The Watford Observer and General Advertiser for Watford, Bushey and Rickmansworth
5. ↑  Samuel Alexander Peacock
6. ↑  John Peackock
7. ↑  The Watford Leader and West Herts News
8. ↑  The West Herts and Watford Observer
9. ↑  Watford Free